# Falana sordida
Falana sordida là một loài bướm đêm trong họ Erebidae.